# Simulium luggeri
Simulium luggeri is een muggensoort uit de familie van de kriebelmuggen (Simuliidae). De wetenschappelijke naam van de soort is voor het eerst geldig gepubliceerd in 1950 door Nicholson and Mickel.